# La Crosse (Kansas)
La Crosse é uma cidade localizada no estado americano de Kansas, no Condado de Rush.

## Demografia
Segundo o censo americano de 2000, a sua população era de 1376 habitantes.
Em 2006, foi estimada uma população de 1274, um decréscimo de 102 (-7.4%).

## Geografia
De acordo com o United States Census Bureau tem uma área de
2,6 km², dos quais 2,6 km² cobertos por terra e 0,0 km² cobertos por água. La Crosse localiza-se a aproximadamente 627 m acima do nível do mar.

## Pontos de Interesse
Segundo o diário de curiosidades "Ripley's Believe it or Not" é em Main Street que se encontra o Museu do Arame Farpado, único do mundo.

## Localidades na vizinhança
O diagrama seguinte representa as localidades num raio de 24 km ao redor de La Crosse.